# ماسيدو نوفيس
ماسيدو نوفيس (بالبرتغالية: Magno Macedo Novaes‏) (30 مارس 1983 في البرازيل - ) هو لاعب كرة قدم برازيلي في مركز حراسة المرمى. لعب مع نادي أرليه أفينيون ونادي أميين ونادي باستيا ونادي باهيا ونادي بيزيرز ونادي فالينسيان ونادي مولان ونادي بيزييه ‏ وEsporte Clube Democrata ‏ وMurici F.C. ‏.

## وصلات خارجية
- ماسيدو نوفيس على موقع رابطة كرة القدم الفرنسية للمحترفين (الإنجليزية)
- ماسيدو نوفيس على موقع قاعدة بيانات كرة القدم.إي يو (الإنجليزية)
- ماسيدو نوفيس على موقع ليكيب (الفرنسية)
- ماسيدو نوفيس على موقع Soccerway.com (الإنجليزية)
- ماسيدو نوفيس على موقع AS.com (الإسبانية)